# Lu Kai

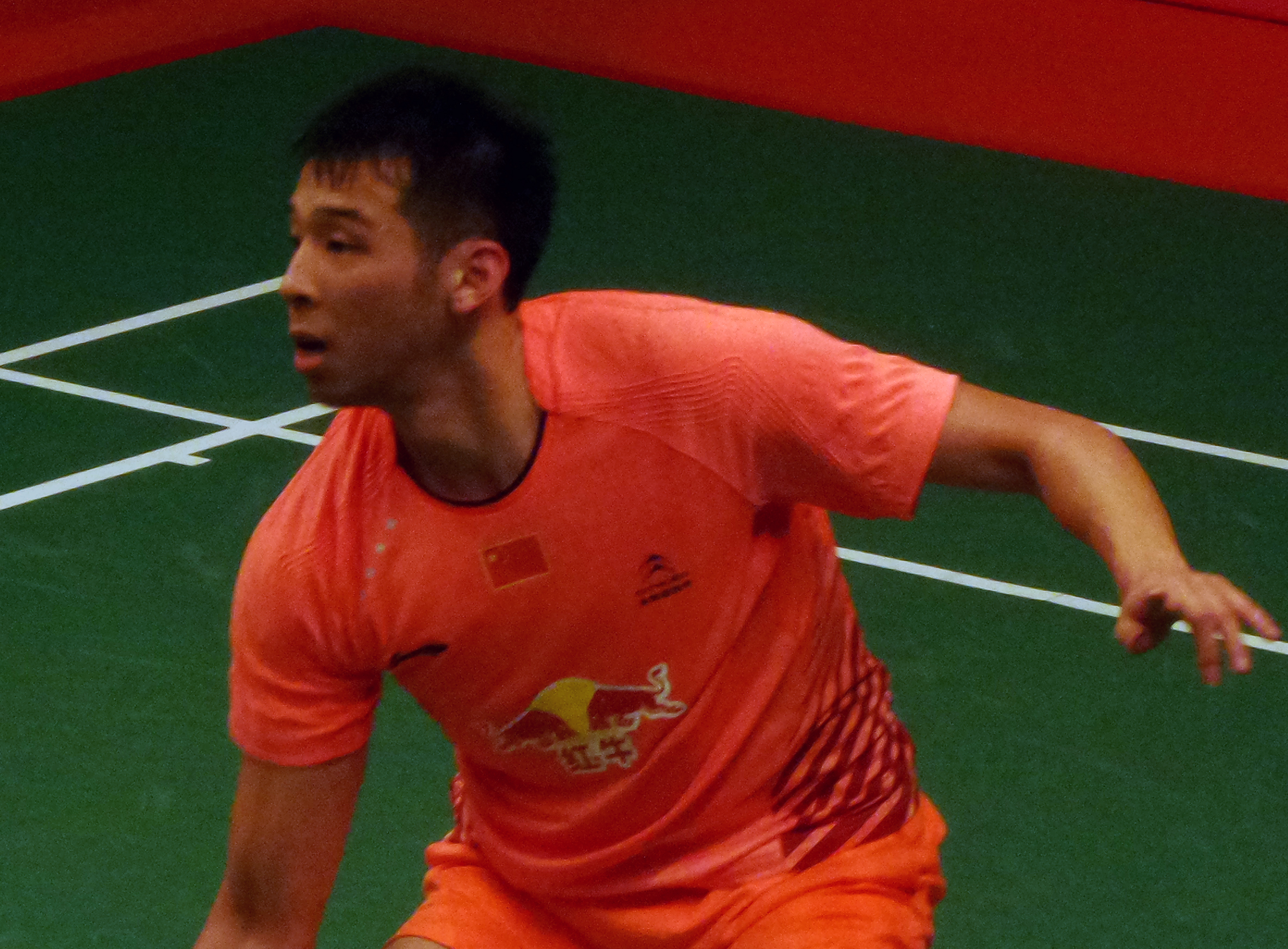
Lu Kai

Lu Kai (chinesisch 鲁恺, Pinyin Lǔ Kǎi, * 4. Oktober 1991 in Nanning, Guangxi, Volksrepublik China) ist ein chinesischer Badmintonspieler. 

## Karriere
Lu Kai siegte 2009 bei der Junioren-Badmintonasienmeisterschaft im Mixed. Bei der Juniorenweltmeisterschaft desselben Jahres gewann er in derselben Disziplin Bronze sowie Gold mit dem Team. 2013 siegte er bei den Macau Open und den chinesischen Nationalspielen. Bei den Dutch Open 2013 stand er im Halbfinale, beim Malaysia Grand Prix Gold 2013 im Viertelfinale.